# Carl Fontana

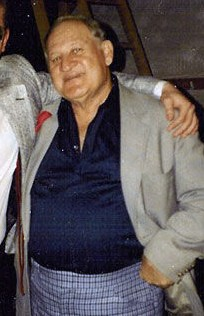
Carl Fontana

Carl Charles Fontana (Monroe (Louisiana), 18 juli 1928 - Las Vegas, 9 oktober 2003) was een Amerikaanse jazz-trombonist. Hij kon zeer snel spelen en ontwikkelde de doodle tongue-techniek.
Fontana kreeg les van zijn vader, een saxofonist en violist, en speelde na school ook in diens band. Hij studeerde muziekpedagogie aan Louisiana State University, daarnaast speelde hij in symfonieorkesten. Hij was actief in Woody Herman's "Third Herd" (1951-1954) en speelde bij Al Belletto (1952-1953), Lionel Hampton (1954) en Hal McIntyre (1954/1955). In het orkest van Stan Kenton speelde hij ook als solist (1955/1956). In 1956/1957 werkte hij bij Kai Winding. Na een korte terugkeer bij Herman (december 1957), vertrok hij in 1958 naar Las Vegas. In de jaren zestig en zeventig speelde hij hier in houseorchestras en lounges (onder andere in de band van Paul Anka). In 1966 was Fontana bij Benny Goodman en ging hij met Woody Herman op tournee in Europese en Afrika. Hij werkte met trompettist Duško Gojković (circa 1967) en was, vanaf 1968, lid van The World's Greatest Jazz Band van Bob Haggart en Yank Lawson. Vanaf 1973 was hij actief in de groep Supersax. Fontana had vanaf 1975 een band met drummer Jake Hanna, waarmee hij naar japan ging. In de jaren tachtig trad hij regelmatig op in "Monday Night Jazz", een show van National Public Radio. In 1985 maakte hij voor het eerst onder eigen naam een plaat op, onder meer met Al Cohn. Vanaf de jaren negentig trad hij niet meer op in Vegas-bands. Wel leidde hij hier nog met saxofonist Arno Marsh een kwintet, dat verschillende live-albums uitbracht.
Fontana leed aan het einde van zijn leven aan Alzheimer.

## Discografie (selectie)
- Belgrade Blues (Duško Gojković Sextet feat. Sal Nistico en Carl Fontana), RTB Records, 1967
- Live at Concord (Hanna-Fontana Band), Concord Jazz, 1975
- Bill Watrous & Carl Fontana, Atlas Record, 1984
- The Great Fontana (met o.a. Al Cohn en Ray Drummond), Uptown Records, 1985
- Live at the Royal Palms Inn (negen vol., met verschillende musici, in de The Kenton Alumni Series), Woofy Productions, 1994
- Heavyweights (Bobby Shew Quintet met Carl Fontana), MAMA Records, 1996
- Nice 'N Easy (Jiggs Whigham & Carl Fontana), TNC Recordings, 1997
- Live at Capozzoli's (met Arno Marsh, Andy Martin, drie albums), Woofy Productions, 1998 ('Albumpick' Allmusic.com)
- Keepin' Up With the Boneses (Jiggs Whigham & Carl Fontana met het Stefan Karlsson Trio), TNC Recordings, 2001
- First Time Together (Hungarian Jazz Trombone Company met Carl Fontana), Budapest Music Center Records, 2002
- Trombone Heaven, Vancouver 1976 (met Frank Rosolino), Uptown Records, 2007
- The Fifties (radio- en tv-opnames, studio-opnames uit 1956-1960), Uptown Records, 2010